# Coelichneumon penicillatus
Coelichneumon penicillatus är en stekelart som beskrevs av Heinrich 1967. Coelichneumon penicillatus ingår i släktet Coelichneumon och familjen brokparasitsteklar. Inga underarter finns listade i Catalogue of Life.